# Mimus trifasciatus
Mimus trifasciatus е вид птица от семейство Mimidae. Видът е критично застрашен от изчезване.

## Разпространение
Видът е разпространен в Еквадор.